# ISO 3166-2:CG
Die Liste der ISO-3166-2-Codes für die Republik Kongo enthält die Codes für die zwölf Departements.
Die Codes bestehen aus zwei Teilen, die durch einen Bindestrich voneinander getrennt sind. Der erste Teil gibt den Landescode gemäß ISO 3166-1 (für die Republik Kongo CG), der zweite den Code für das Departement wieder.

Die Codes wurden im Februar 2015 zuletzt aktualisiert.

Regionen der Republik Kongo

| Region        | Code   |
| ------------- | ------ |
| Bouenza       | CG-11  |
| Brazzaville   | CG-BZV |
| Cuvette       | CG-8   |
| Cuvette-Ouest | CG-15  |
| Lékoumou      | CG-2   |
| Kouilou       | CG-5   |
| Likouala      | CG-7   |
| Niari         | CG-9   |
| Plateaux      | CG-14  |
| Pointe-Noire  | CG-16  |
| Pool          | CG-12  |
| Sangha        | CG-13  |